# Поповаць
45°48′ пн. ш. 18°39′ сх. д. / 45.80° пн. ш. 18.65° сх. д.
Поповаць (хорв. Popovac) – громада і населений пункт в Осієцько-Баранській жупанії Хорватії.

## Населення
Населення громади за даними перепису 2011 року становило 2 084 осіб. Населення самого поселення становило 959 осіб.
Динаміка чисельності населення громади:
Динаміка чисельності населення центру громади:

## Населені пункти
Крім поселення Поповаць, до громади також входять: 
- Браніна
- Кнежево

## Клімат
Середня річна температура становить 10,91°C, середня максимальна – 24,96°C, а середня мінімальна – -5,61°C. Середня річна кількість опадів – 623 мм.
| Клімат поселення                              | Клімат поселення | Клімат поселення | Клімат поселення | Клімат поселення | Клімат поселення | Клімат поселення | Клімат поселення | Клімат поселення | Клімат поселення | Клімат поселення | Клімат поселення | Клімат поселення | Клімат поселення |
| Показник                                      | Січ.             | Лют.             | Бер.             | Квіт.            | Трав.            | Черв.            | Лип.             | Серп.            | Вер.             | Жовт.            | Лист.            | Груд.            |                  |
| Середній максимум, °C                         | 5,72             | 7,45             | 11,98            | 16,66            | 21,96            | 24,96            | 24,82            | 24,58            | 20,38            | 14,96            | 8,87             | 5,03             |                  |
| Середня температура, °C                       | 0,06             | 1,77             | 6,32             | 10,99            | 16,28            | 19,28            | 21,08            | 20,85            | 16,64            | 11,21            | 5,12             | 1,26             |                  |
| Середній мінімум, °C                          | −5,61            | −3,9             | 0,65             | 5,32             | 10,63            | 13,62            | 17,33            | 17,10            | 12,88            | 7,47             | 1,38             | −2,49            |                  |
| Норма опадів, мм                              | 38               | 32               | 36               | 49               | 59               | 78               | 63               | 60               | 51               | 52               | 58               | 47               |                  |
| Середньомісячна швидкість вітру, м/с          | 2.56             | 2.78             | 3.04             | 2.95             | 2.62             | 2.40             | 2.34             | 2.17             | 2.18             | 2.34             | 2.49             | 2.62             |                  |
| Середньомісячна сонячна радіація, кДж/м²·день | 4179             | 6990             | 10892            | 15490            | 19384            | 21687            | 21959            | 20006            | 14878            | 9345             | 4725             | 3475             |                  |
| --------------------------------------------- | ---------------- | ---------------- | ---------------- | ---------------- | ---------------- | ---------------- | ---------------- | ---------------- | ---------------- | ---------------- | ---------------- | ---------------- | ---------------- |
| Джерело:                                      |                  |                  |                  |                  |                  |                  |                  |                  |                  |                  |                  |                  |                  |